# Rapsodia su un tema di Paganini
La Rapsodia su un tema di Paganini, op. 43 (in russo Рапсодия на тему Паганини) per pianoforte e orchestra, è una delle ultime composizioni di Sergej Vasil'evič Rachmaninov.

## Storia della composizione
Composta nella villa che Rachmaninov possedeva a Lucerna, in Svizzera, nell'estate del 1934, la Rapsodia fu eseguita la prima volta, con grande successo, il 7 novembre dello stesso anno alla Lyric Opera House di Baltimora, con l'autore stesso come solista e la Philadelphia Orchestra diretta da Leopold Stokowski. Il 24 dicembre dello stesso anno gli stessi incisero la prima registrazione dell'opera, che 45 anni dopo è stata premiata con il Grammy Hall of Fame Award 1979.
La rapsodia segue lo stesso sviluppo del Capriccio op. 1, n. 24 di Niccolò Paganini, con un tema iniziale su cui vengono composte delle variazioni. Il tema usato da Paganini nel Capriccio n. 24 aveva ispirato in precedenza altri noti compositori come Robert Schumann, Franz Liszt e Johannes Brahms.

## Struttura della composizione
La Rapsodia è strutturata in 24 variazioni. Malgrado si susseguano senza soluzione di continuità, la composizione può essere divisa in tre macrosequenze che corrispondono ai tre movimenti di un concerto: la prima parte comprende le variazioni 1-11, la seconda (più lenta) va dalla 12 alla 18, mentre le rimanenti variazioni formano il finale. Il lento e melodico Andante cantabile (variazione 18) è di gran lunga la sezione più conosciuta dell'opera. In essa il compositore utilizza lo stesso tema delle altre, creando però un'inversione speculare dell'andamento melodico.
| - Introduzione: Allegro vivace - Variazione I (Precedente) - Tema: L'istesso tempo - Variazione II: L'istesso tempo - Variazione III: L'istesso tempo - Variazione IV: Più vivo - Variazione V: Tempo precedente - Variazione VI: L'istesso tempo - Variazione VII: Meno mosso, a tempo moderato - Variazione VIII: Tempo I - Variazione IX: L'istesso tempo - Variazione X: L'istesso tempo - Variazione XI: Moderato - Variazione XII: Tempo di minuetto | - Variazione XIII: Allegro - Variazione XIV: L'istesso tempo - Variazione XV: Più vivo scherzando - Variazione XVI: Allegretto - Variazione XVII: Allegretto - Variazione XVIII: Andante cantabile - Variazione XIX: A tempo vivace - Variazione XX: Un poco più vivo - Variazione XXI: Un poco più vivo - Variazione XXII: Un poco più vivo (Alla breve) - Variazione XXIII: L'istesso tempo - Variazione XXIV: A tempo un poco meno mosso |

## Citazioni dell'opera
La Rapsodia è una delle composizioni più eseguite di Rachmaninov, insieme al secondo concerto per pianoforte. Fra le citazioni:
- Ricomincio da capo (Groundhog Day). Bill Murray inizia a suonare la variazione 18 quando Andie MacDowell arriva al ballo.

Frederick Ashton ha usato il balletto come colonna sonora del suo balletto Rhapsody, portato al debutto dal Royal Ballet nel 1980.